# Preis der deutschen Filmkritik
Der Preis der deutschen Filmkritik ist eine vom Verband der deutschen Filmkritik verliehene Auszeichnung für die besten deutschen Filme, die im vorangehenden Kalenderjahr in den Kinos zu sehen waren. Der Preis der deutschen Filmkritik ist der einzige deutsche Filmpreis, der ausschließlich von Filmkritikern vergeben wird. Die Bekanntgabe und die Verleihung der Preise erfolgt im Rahmen der Berlinale.
Der Preis der deutschen Filmkritik wurde zwischen 1957 und 1968 in wechselnden Kategorien, seit 1969 in den Kategorien Bester Spielfilm und Bester Kurzfilm, seit 1980 in der Kategorie Bester Dokumentarfilm, seit 1981 in der Kategorie Bester Experimentalfilm, seit 2000 in den Kategorien Bester Darsteller und Beste Darstellerin, seit 2001 in den Kategorien Bestes Drehbuch, Beste Kamera, Beste Musik, Bester Schnitt und Bestes Spielfilmdebut und seit 2012 in der Kategorie Bester Kinderfilm verliehen. Seit 2006 wird zusätzlich ein Spezialpreis oder Ehrenpreis verliehen.

## Kategorien
- Bester Spielfilm
- Bestes Spielfilmdebüt
- Bester Dokumentarfilm
- Bester Kinderfilm
- Bester Experimentalfilm
- Bester Kurzfilm
- Beste Darstellerin
- Bester Darsteller
- Bestes Drehbuch
- Beste Kamera
- Beste Musik
- Beste Montage

## Preisträger ab 2001
Die Jahreszahl steht für das bewertete Filmjahr. Die Verleihung fand jeweils im Folgejahr statt.

### 2001
- Bester Spielfilm: Die innere Sicherheit von Christian Petzold
- Bestes Spielfilmdebüt: Das weiße Rauschen von Hans Weingartner
- Beste Darstellerin: Katrin Saß für Heidi M.
- Bester Darsteller: Jörg Schüttauf für Berlin is in Germany
- Bester Dokumentarfilm: Absolut Warhola von Stanisław Mucha
- Bestes Drehbuch: Achim von Borries, Karin Åström und Maria von Heland für England!
- Beste Kamera: Jutta Pohlmann für England!
- Beste Musik: Dieter Schleip für Die Einsamkeit der Krokodile und Rudi Moser, Christian Meyer und Roger Möhring für alaska.de
- Bester Schnitt: Bettina Böhler für Die innere Sicherheit
- Bester Experimentalfilm: Die Resonanz von Augenblicken 2 von Karola Schlegelmilch
- Bester Kurzfilm: Staplerfahrer Klaus von Jörg Wagner und Stefan Prehn

### 2002
- Bester Spielfilm: Halbe Treppe von Andreas Dresen
- Bestes Spielfilmdebüt: Nichts bereuen von Benjamin Quabeck
- Beste Darstellerin: Martina Gedeck
- Bester Darsteller: Daniel Brühl
- Bester Dokumentarfilm: Rivers and Tides von Thomas Riedelsheimer
- Bestes Drehbuch: Almut Getto für Fickende Fische
- Beste Kamera: Frank Griebe für Heaven
- Beste Musik: Dieter Schleip für Der Felsen
- Bester Schnitt: Hana Müllner für Der Felsen
- Bester Experimentalfilm: Neulich 3 von Jochen Kuhn
- Bester Kurzfilm: Das schlafende Mädchen von Corinna Schnitt

### 2003
- Bester Spielfilm: Lichter von Hans-Christian Schmid
- Bestes Spielfilmdebüt: Bungalow von Ulrich Köhler
- Beste Darstellerin: Marie Bäumer
- Bester Darsteller: Devid Striesow
- Bester Dokumentarfilm: Damen und Herren ab 65 von Lilo Mangelsdorff
- Bestes Drehbuch: Daniel Nocke für Sie haben Knut
- Beste Kamera: Isabelle Casez für 7 Brüder
- Beste Musik: Niki Reiser für Das fliegende Klassenzimmer
- Bester Schnitt: Hansjörg Weißbrich für Lichter
- Bester Experimentalfilm: Spring von Oliver Held
- Bester Kurzfilm: Ich und das Universum von Hajo Schomerus

### 2004
- Bester Spielfilm: Die fetten Jahre sind vorbei von Hans Weingartner
- Bestes Spielfilmdebüt: Schultze gets the blues von Michael Schorr
- Beste Darstellerin: Julia Jentsch
- Bester Darsteller: August Diehl
- Bester Dokumentarfilm: Die Spielwütigen von Andres Veiel
- Bestes Drehbuch: Angela Schanelec für Marseille
- Beste Kamera: Manuel Mack für Schussangst
- Beste Musik: Andreas Grimm für Der Wixxer
- Bester Schnitt: Mona Bräuer für Höllentour
- Bester Experimentalfilm: Zygose von Arndt Stepper und Gonzalo Arilla
- Bester Kurzfilm: Living a Beautiful Life von Corinna Schnitt

### 2005
- Bester Spielfilm: Gespenster von Christian Petzold
- Bestes Spielfilmdebüt: Netto von Robert Thalheim
- Beste Darstellerin: Julia Jentsch
- Bester Darsteller: Axel Prahl
- Bester Dokumentarfilm: Die große Stille von Philip Gröning
- Bestes Drehbuch: Holger Franke und Dani Levy für Alles auf Zucker
- Beste Kamera: Hans-Günther Bücking für Schneeland
- Beste Musik: Hans Zimmer und Nick Glennie-Smith für Der kleine Eisbär 2 – Die geheimnisvolle Insel
- Bester Schnitt: Patricia Rommel für Kammerflimmern
- Bester Experimentalfilm: You Killed the Undergroundfilm or The Real Meaning of Kunst bleibt... bleibt von Wilhelm Hein
- Bester Kurzfilm: Blackout von Maximilian Erlenwein

### 2006
- Bester Spielfilm: Requiem von Hans-Christian Schmid
- Bestes Spielfilmdebüt: Das Leben der Anderen von Florian Henckel von Donnersmarck
- Beste Darstellerin: Sandra Hüller in Requiem
- Bester Darsteller: Ulrich Mühe in Das Leben der Anderen
- Bester Dokumentarfilm: Behind the Couch von Veit Helmer und Deutschland. Ein Sommermärchen von Sönke Wortmann
- Bestes Drehbuch: Wolfgang Kohlhaase für Sommer vorm Balkon
- Beste Kamera: Hagen Bogdanski für Das Leben der Anderen
- Beste Musik: Bert Wrede für Knallhart
- Bester Schnitt: Patricia Rommel für Das Leben der Anderen
- Bester Experimentalfilm: Daumenlutscherin von Ute Ströer
- Bester Kurzfilm: Detektive von Andreas Goldstein
- Spezialpreis: Brinkmanns Zorn von Harald Bergmann

### 2007
- Bester Spielfilm: Yella von Christian Petzold
- Bestes Spielfilmdebüt: Die Unerzogenen von Pia Marais
- Beste Darstellerin: Maren Kroymann in Verfolgt
- Bester Darsteller: Ulrich Noethen in Mein Führer – Die wirklich wahrste Wahrheit über Adolf Hitler
- Bester Dokumentarfilm: Prater von Ulrike Ottinger
- Bestes Drehbuch: Matthias Pacht und Alex Buresch für Das wahre Leben
- Beste Kamera: Hans Fromm für Yella
- Beste Musik: Dieter Schleip für Die Hochstapler
- Bester Schnitt: Andrew Bird für Auf der anderen Seite
- Bester Experimentalfilm: Wie ich ein freier Reisebegleiter wurde von Jan Peters
- Bester Kurzfilm: Illusion von Burhan Qurbani
- Spezialpreis: Das Herz ist ein dunkler Wald, von Nicolette Krebitz (Regie) und Bella Halben (Kamera)

### 2008
- Bester Spielfilm: Jerichow von Christian Petzold
- Bestes Spielfilmdebüt: Nacht vor Augen von Brigitte Bertele
- Beste Darstellerin: Karoline Herfurth in Im Winter ein Jahr
- Bester Darsteller: Elmar Wepper in Kirschblüten – Hanami
- Bester Dokumentarfilm: Holunderblüte von Volker Koepp
- Bestes Drehbuch: Philipp Stölzl, Christoph Silber, Rupert Henning und Johannes Naber für Nordwand
- Beste Kamera: Kolja Brandt für Nordwand
- Beste Musik: Niki Reiser für Im Winter ein Jahr
- Bester Schnitt: Andreas Wodraschke für Dr. Alemán
- Bester Experimentalfilm: Falsche Freunde von Sylvia Schedelbauer
- Bester Kurzfilm: Das heimliche Geräusch von Michael Watzke
- Spezialpreis: Klaas Akkermann (Filmpromoter)

### 2009
- Bester Spielfilm: Das weiße Band – Eine deutsche Kindergeschichte von Michael Haneke
- Bestes Spielfilmdebüt: Salami Aleikum von Ali Samadi Ahadi
- Beste Darstellerin: Birgit Minichmayr in Alle anderen
- Bester Darsteller: Burghart Klaußner in Das weiße Band
- Bester Dokumentarfilm: Achterbahn von Peter Dörfler
- Bestes Drehbuch: Michael Haneke für Das weiße Band
- Beste Kamera: Christian Berger für Das weiße Band
- Beste Musik: Fabian Römer für Die Tür
- Bester Schnitt: Hansjörg Weißbrich für Sturm
- Bester Experimentalfilm: Painting Paradise von Barbara Hlali
- Bester Kurzfilm: Heimspiel von Bogdana Vera Lorenz
- Ehrenpreis: Ron Holloway

### 2010
- Bester Spielfilm: Die Fremde von Feo Aladağ[1]
- Bestes Spielfilmdebüt: Die Fremde von Feo Aladağ
- Beste Darstellerin: Sibel Kekilli in Die Fremde und Sophie Rois in Drei
- Bester Darsteller: Devid Striesow in Drei
- Bester Dokumentarfilm: Im Haus meines Vaters sind viele Wohnungen von Hajo Schomerus
- Bestes Drehbuch: Feo Aladağ für Die Fremde
- Beste Kamera: Judith Kaufmann für Die Fremde
- Beste Musik: Stéphane Moucha & Max Richter für Die Fremde und Christoph M. Kaiser & Julian Maas für Die kommenden Tage
- Bester Schnitt: Andrea Mertens für Die Fremde
- Bester Experimentalfilm: Nacht um Olympia von Timo Schierhorn
- Bester Kurzfilm: Go Bash von Stefan Prehn und Stefan Eckel
- Ehrenpreis: Heinz Badewitz

### 2011
- Bester Spielfilm: Halt auf freier Strecke von Andreas Dresen
- Bestes Spielfilmdebüt: Almanya – Willkommen in Deutschland von Yasemin Şamdereli
- Beste Darstellerin: Sandra Hüller in Über uns das All
- Bester Darsteller: Milan Peschel in Halt auf freier Strecke
- Bester Dokumentarfilm: Pina von Wim Wenders
- Bestes Drehbuch: Yasemin und Nesrin Şamdereli für Almanya – Willkommen in Deutschland
- Beste Kamera: Daniela Knapp für Poll
- Beste Musik: Ingo Ludwig Frenzel für Lollipop Monster ex aequo Benedikt Schiefer für Unter dir die Stadt
- Bester Schnitt: Toni Froschhammer für Pina
- Bester Experimentalfilm: Bardzo von Gerhard Funk
- Ehrenpreis: Darius Ghanai (Vorspanngestalter)

### 2012
- Bester Spielfilm: Barbara von Christian Petzold[2]
- Bestes Spielfilmdebüt: Oh Boy von Jan-Ole Gerster
- Beste Darstellerin: Alina Levshin in Kriegerin
- Bester Darsteller: Lars Eidinger in Was bleibt
- Bester Dokumentarfilm: Das Ding am Deich von Antje Hubert
- Bester Kinderfilm: Tom und Hacke von Norbert Lechner
- Bestes Drehbuch: Bernd Lange für Was bleibt
- Beste Kamera: Jakub Bejnarowicz für Der Fluss war einst ein Mensch
- Beste Musik: The Major Minors und Cherilyn MacNeil für Oh Boy
- Bester Schnitt: Bettina Böhler für Barbara
- Bester Experimentalfilm: Gradually von Benjamin Ramirez Perez
- Bester Kurzfilm: Die Schaukel des Sargmachers von Elmar Imanov
- Ehrenpreis: Christel und Hans Strobel für Verdienste um den deutschen Kinderfilm
- Innovationspreis: Fred Kelemen für herausragende Bildgestaltung von Béla Tarrs Das Turiner Pferd

### 2013
- Bester Spielfilm: Die andere Heimat – Chronik einer Sehnsucht von Edgar Reitz
- Bestes Spielfilmdebüt: Tore tanzt von Katrin Gebbe
- Beste Darstellerin: Antonia Lingemann in Bastard von Carsten Unger
- Bester Darsteller: Sascha Alexander Geršak in Tore tanzt und Murat Kurnaz in 5 Jahre Leben
- Bester Dokumentarfilm: Master of the Universe von Marc Bauder
- Bester Kinderfilm: Sputnik von Markus Dietrich
- Bestes Drehbuch: Frauke Finsterwalder und Christian Kracht für Finsterworld von Frauke Finsterwalder
- Beste Kamera: Gernot Roll für Die andere Heimat – Chronik einer Sehnsucht
- Beste Musik: Martin Todsharow für Quellen des Lebens von Oskar Roehler
- Bester Schnitt: Anne Fabini für Houston von Bastian Günther
- Bester Experimentalfilm: Ein Gespenst geht um in Europa von Julian Radlmaier
- Bester Kurzfilm: Wie ist die Welt so stille von Susann Maria Hempel
- Ehrenpreis: Wilhelm Hein für sein Engagement für das Undergroundkino und den unabhängigen und experimentellen Film

### 2014
- Bester Spielfilm: Zeit der Kannibalen von Johannes Naber
- Bestes Spielfilmdebüt: Fräulein Else von Anna Martinetz
- Beste Darstellerin: Liv Lisa Fries für ihre Rollen in Und morgen Mittag bin ich tot und Staudamm
- Bester Darsteller: Sebastian Blomberg für seine Rolle in Zeit der Kannibalen
- Bester Dokumentarfilm: Deutschboden von André Schäfer
- Bester Kinderfilm: Rico, Oskar und die Tieferschatten von Neele Leana Vollmar
- Bestes Drehbuch: Stefan Weigl für Zeit der Kannibalen
- Beste Kamera: Philip Gröning für Die Frau des Polizisten
- Beste Musik: Sven Rossenbach und Florian van Volxem für Die geliebten Schwestern
- Bester Schnitt: Claudia Wolscht für Die geliebten Schwestern
- Bester Experimentalfilm: Femminielli von Nino Pezzella
- Bester Kurzfilm: Raimund – Ein Jahr davor von Hans-Dieter Grabe
- Ehrenpreis: Erika und Ulrich Gregor
- Sonderpreis der Dokumentarfilmjury: Heinz Emigholz für den Werkzyklus Photographie und jenseits

### 2015
- Bester Spielfilm: Der Staat gegen Fritz Bauer von Lars Kraume
- Bestes Spielfilmdebüt: Verfehlung von Gerd Schneider
- Beste Darstellerin: Laura Tonke für ihre Rolle in Hedi Schneider steckt fest
- Bester Darsteller: Burghart Klaußner für seine Rolle in Der Staat gegen Fritz Bauer
- Bester Dokumentarfilm: Das Gelände von Martin Gressmann
- Bester Kinderfilm: Hördur von Ekrem Ergün
- Bestes Drehbuch: Dietrich Brüggemann für Heil
- Beste Kamera: Sturla Brandth Grøvlen für Victoria
- Beste Musik: Nils Frahm für Victoria
- Bester Schnitt: Vincent Assmann für Heil
- Bester Experimentalfilm: Schicht von Alexandra Gerbaulet
- Bester Kurzfilm: Stadt der Elefanten von Marko Mijatovic
- Ehrenpreis: Joachim von Mengershausen

### 2016
- Bester Spielfilm: Toni Erdmann von Maren Ade
- Bestes Spielfilmdebüt: Fado von Jonas Rothlaender
- Beste Darstellerin: Lilith Stangenberg für ihre Rolle in Wild
- Bester Darsteller: Josef Hader für seine Rolle in Vor der Morgenröte
- Bester Dokumentarfilm: Chamissos Schatten von Ulrike Ottinger
- Bester Kinderfilm: Auf Augenhöhe von Evi Goldbrunner und Joachim Dollhopf
- Bestes Drehbuch: Maren Ade für Toni Erdmann
- Beste Kamera: Wolfgang Thaler für Vor der Morgenröte
- Beste Musik: Levin Kärcher und Alula Araya für Beti und Amare
- Bester Schnitt: Heike Parplies für Toni Erdmann
- Bester Experimentalfilm: Havarie von Philip Scheffner
- Bester Kurzfilm: Telefon Santrali von Sarah Drath
- Ehrenpreis: Helke Misselwitz

### 2017
- Bester Spielfilm: Western von Valeska Grisebach[3]
- Bestes Spielfilmdebüt: Selbstkritik eines bürgerlichen Hundes von Julian Radlmaier
- Beste Darstellerin: Clara Schramm / Naomi Achternbusch für ihre Rolle in Blind & Hässlich
- Bester Darsteller: Meinhard Neumann für seine Rolle in Western
- Bester Dokumentarfilm: Happy von Carolin Genreith
- Bester Kinderfilm: Nur ein Tag von Martin Baltscheit
- Bestes Drehbuch: Heinz Emigholz, Zohar Rubinstein für Streetscapes [Dialogue]
- Beste Kamera: Reinhold Vorschneider für Der traumhafte Weg
- Beste Musik: Ricardo Villalobos, Sonja Moonear, Athanassios Christos Macias, Roman Flügel, David Moufang, Romuald Karmakar für Denk ich an Deutschland in der Nacht
- Bester Schnitt: Angela Schanelec, Maja Tennstedt für Der traumhafte Weg
- Bester Experimentalfilm: Lass den Sommer nie wieder kommen von Alexandre Koberidze
- Bester Kurzfilm: Final Stage von Nicolaas Schmidt
- Ehrenpreis: Werner Ružicka

### 2018
- Bester Spielfilm: Das unmögliche Bild von Sandra Wollner[4]
- Bestes Spielfilmdebüt: Alles ist gut von Eva Trobisch
- Beste Darstellerin: Lina Beckmann für Fühlen Sie sich manchmal ausgebrannt und leer?
- Bester Darsteller: Arnel Taci, Kubilay Sarikaya, Muhammed Kirtan für Familiye
- Bestes Drehbuch: Josef Bierbichler für Zwei Herren im Anzug
- Beste Kamera: Mariel Baqueiro für Hagazussa
- Beste Musik: Ted Gaier für Das Milan-Protokoll
- Bester Schnitt: Stephan Bechinger für Das unmögliche Bild
- Bester Kinderfilm: Königin von Niendorf von Joya Thome
- Bester Dokumentarfilm: Aggregat von Marie Wilke
- Bester Kurzfilm: Wulkania (Mary Ocher, Felix Kubin) (Mariola Brillowska)
- Bester Experimentalfilm: Imperial Valley (cultivated run-off) (Lukas Marxt)
- Ehrenpreis: Rudolf Thome[5]

### 2019
- Bester Spielfilm: Wintermärchen von Jan Bonny[6]
- Bestes Spielfilmdebüt: Mein Ende. Dein Anfang. von Mariko Minoguchi
- Beste Darstellerin: Corinna Harfouch für Lara
- Bester Darsteller: Alexander Fehling für Das Ende der Wahrheit
- Sonderpreis für ein Darsteller-Ensemble: Ricarda Seifried, Jean-Luc Bubert und Thomas Schubert für Wintermärchen
- Bestes Drehbuch: Mariko Minoguchi für Mein Ende. Dein Anfang.
- Beste Kamera: Benjamin Loeb für Wintermärchen
- Beste Musik: Pia Hoffmann für die Musikauswahl für Der Goldene Handschuh
- Bester Schnitt: Angela Schanelec für Ich war zuhause, aber…
- Bester Kinderfilm: Fritzi – eine Wendewundergeschichte von Ralf Kukula & Matthias Bruhn
- Bester Dokumentarfilm: Heimat ist ein Raum aus Zeit von Thomas Heise
- Bester Kurzfilm: Dead Sea Dying von Katharina Rabel & Rebecca Zehr
- Bester Experimentalfilm: Ada Kaleh von Helena Wittmann
- Ehrenpreis: Gertrud Koch[7]

### 2020
- Bester Spielfilm: Giraffe von Anna Sofie Hartmann
- Bestes Spielfilmdebüt: Nackte Tiere von Melanie Waelde
- Beste Darstellerin: Nina Hoss für Das Vorspiel und Pelikanblut
- Bester Darsteller: Mišel Matičević für Exil
- Bestes Drehbuch: Ulrich Köhler und Henner Winckler für Das freiwillige Jahr
- Beste Bildgestaltung: Martin Neumeyer für Kokon
- Beste Musik: Dascha Dauenhauer für Berlin Alexanderplatz
- Beste Montage: Philipp Thomas für Berlin Alexanderplatz
- Bester Kinderfilm: Zu weit weg von Sarah Winkenstette
- Bester Dokumentarfilm: Regeln am Band, bei hoher Geschwindigkeit von Yulia Lokshina
- Bester Kurzfilm: For Reasons Unknown von Tom Otte
- Bester Experimentalfilm: Untitled Sequence of Gaps von Vika Kirchenbauer
- Ehrenpreis: Tamara Trampe[8]

### 2021
- Bester Spielfilm: The Trouble with Being Born von Sandra Wollner
- Bestes Spielfilmdebüt: Neubau von Johannes Maria Schmit
- Beste Darstellerin: Ursula Strauss für Le Prince
- Bester Darsteller: Eugene Boateng für Borga
- Bestes Drehbuch: Ramon und Silvan Zürcher für Das Mädchen und die Spinne
- Beste Bildgestaltung: Timm Kröger für The Trouble with Being Born
- Beste Musik: John Gürtler und Jan Miserre für A Pure Place
- Beste Montage: Ramon Zürcher und Katharina Bhend für Das Mädchen und die Spinne
- Bester Kinderfilm: Sommer-Rebellen von Martina Saková
- Bester Dokumentarfilm: Zustand und Gelände von Ute Adamczewski
- Bester Kurzfilm: I Want to Return Return Return von Elsa Rosengren
- Bester Experimentalfilm: Elle von Luise Donschen
- Ehrenpreis: Dore O.[9]

### 2022
- Bester Spielfilm: Was sehen wir, wenn wir zum Himmel schauen? von Alexandre Koberidze
- Bestes Spielfilmdebüt: Das Mädchen mit den goldenen Händen von Katharina Marie Schubert
- Beste Darstellerin: Saskia Rosendahl für Niemand ist bei den Kälbern
- Bester Darsteller: Moritz von Treuenfels für Axiom
- Bestes Drehbuch: Annika Pinske für Alle reden übers Wetter
- Beste Bildgestaltung: Constantin Campean für Grand Jeté
- Beste Musik: Floros Floridis für Eine Frau
- Beste Montage: Cem Kaya für Aşk, Mark Ve Ölüm – Liebe, D-Mark und Tod
- Bester Dokumentarfilm: Aşk, Mark Ve Ölüm – Liebe, D-Mark und Tod von Cem Kaya
- Bester Kinderfilm: Der Pfad von Tobias Wiemann
- Bester Kurzfilm: Muss ja nicht sein, dass es heute ist von Sophia Groening
- Bester Experimentalfilm: Paradiso XXXI, 108 von Kamal Aljafari
- Ehrenpreis: Filmgalerie 451 (Irene von Alberti & Frieder Schlaich)[10]

### 2023
- Bester Spielfilm: Roter Himmel von Christian Petzold
- Bestes Spielfilmdebüt: Piaffe von Ann Oren
- Beste Darstellerin: Christina Große für Alaska
- Bester Darsteller: Lorenz Hochhuth für Drifter
- Bestes Drehbuch Christian Petzold für Roter Himmel
- Beste Bildgestaltung: Helena Wittmann für Human Flowers of Flesh
- Beste Montage: Andreas Wodraschke für Sonne und Beton
- Beste Musik: Diego Ramos Rodríguez für Die Theorie von Allem
- Bester Dokumentarfilm: Landshaft von Daniel Kötter
- Bester Kinderfilm: Kannawoniwasein! von Stefan Westerwelle
- Bester Kurzfilm: Slimane von Carlos Pereira
- Bester Experimentalfilm: The early rains which wash away the chaff before the spring rains von Heiko-Thandeka Ncube
- Ehrenpreis: Jutta Brückner[11]
- Innovationspreis: Oliver Zenglein (filmpolitischer Aktivist und Gründer von Crew United)[11]

### 2024
- Bester Spielfilm: Verbrannte Erde von Thomas Arslan[12]
- Bestes Spielfilmdebüt: Vena von Chiara Fleischhacker
- Beste Darstellerin: Soheila Golestani für Die Saat des heiligen Feigenbaums
- Bester Darsteller: Fabian Stumm für Sad Jokes
- Bestes Drehbuch: Ayşe Polat für Im toten Winkel
- Beste Bildgestaltung: Paul Faltz für Cuckoo
- Beste Montage: Ramon Zürcher für Der Spatz im Kamin
- Beste Musik: Marja Burchard für Shahid
- Bester Dokumentarfilm: Der unsichtbare Zoo von Romuald Karmakar
- Bester Kinderfilm: Sieger sein von Soleen Yusef
- Bester Kurzfilm: Ich hab dich tanzen sehn von Sarah Pech
- Bester Experimentalfilm: Die Stimme des Ingenieurs von André Siegers
- Ehrenpreis: Klaus Eder (langjähriger General Secretary der FIPRESCI)[13]